# Landesarchiv Nordrhein-Westfalen Abteilung Westfalen
Das Landesarchiv Nordrhein-Westfalen, Abteilung Westfalen, bis 2008 Staatsarchiv Münster (StAM), ist die in der westfälischen Stadt Münster angesiedelte Abteilung des Landesarchivs Nordrhein-Westfalen. Sie befindet sich im denkmalgeschützten, in den Jahren von 1885 bis 1889 durch Karl Friedrich Endell im Stile der niederländischen Neorenaissance erbauten Gebäude am Bohlweg in unmittelbarer Nähe zur Promenade.

## Geschichte

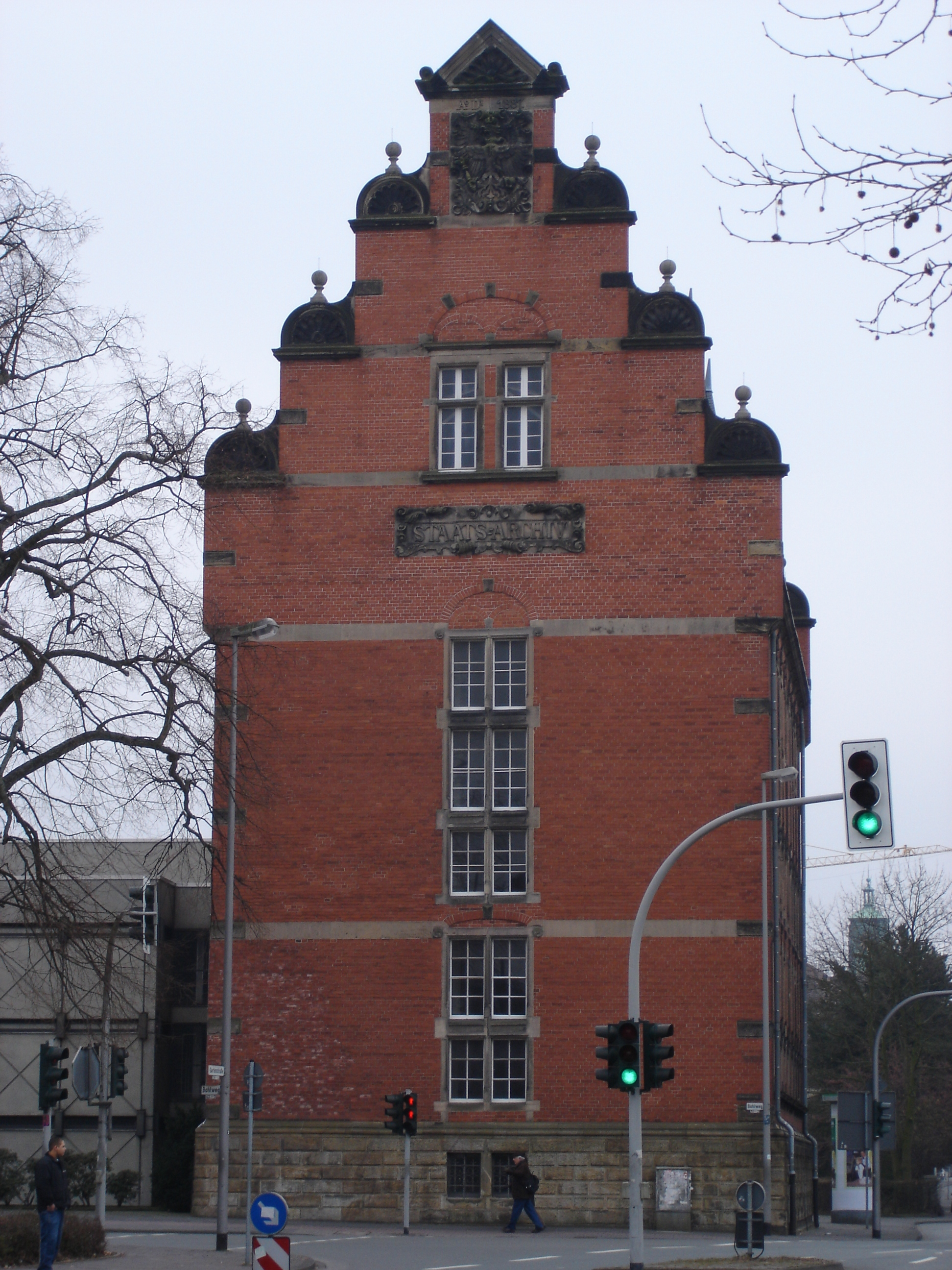
Die Nordseite des Magazins

Die Geschichte des Staatsarchivs in Münster geht bis auf das Jahr 1821 zurück, als in der preußischen Provinz Westfalen die Errichtung von fünf regionalen Archivdepots beschlossen wurde. Das ursprüngliche Ziel war es, die Bestände der während der Zeit der französischen Besetzung unter Napoléon Bonaparte in den Jahren von 1803 bis 1814 aufgelösten Territorien und der säkularisierten Klöster zu verwahren. Im Jahre 1829 folgte die Umwandlung des Archivdepots in Münster in ein Provinzialarchiv für die Provinz. Das Archiv in Münster, das bis zu diesem Zeitpunkt hauptsächlich die Bestände des ehemaligen Hochstifts und der Stadt Münster verwahrte, sollte von nun an auch die Bestände der anderen vier regionalen Archivdepots aufnehmen. Diese Zentralisierung der Archive sollte sich bis ins Jahr 1852 hinziehen. Maßgeblich geprägt wurde der Aufbau des Archivs durch Heinrich August Erhard, der 1831 zu dessen Direktor ernannt worden war.
Im Jahre 1867 erfolgte die Umbenennung in „Königlich Preußisches Staatsarchiv Münster“, das von diesem Zeitpunkt an die Zuständigkeit über die Archive der Regierungsbezirke Arnsberg, Minden und Münster übernahm. Da das über mehrere provisorische Räumlichkeiten im Stadtgebiet von Münster verteilte Archiv unter Platzproblemen litt, wurde ein Neubau am Bohlweg im Osten der Stadt errichtet, der im Jahre 1889 bezogen werden konnte. Dieser Bau war das erste nach dem Magazinsystem errichtete Archiv in Preußen und diente anderen Archiven im In- und Ausland als Modell.
Während der Luftangriffe auf Münster im Zweiten Weltkrieg wurde zwar das angrenzende Verwaltungsgebäude zerstört, das Magazin blieb aber nahezu unbeschädigt. Nach dem Ende des Krieges, der Auflösung der Provinz Westfalen und der Gründung des Landes Nordrhein-Westfalen folgte im Jahre 1946 die Umbenennung in „Nordrhein-Westfälisches Staatsarchiv“. Als im darauffolgenden Jahr 1947 das Land Lippe an Nordrhein-Westfalen angegliedert und zusammen mit dem ehemaligen Regierungsbezirk Minden den neuen Regierungsbezirk Detmold bildete, war das Archiv in Münster nur noch für die Regierungsbezirke Arnsberg und Münster zuständig. Im Jahre 1963 wurden dementsprechend die Akten den Regierungsbezirk Minden betreffend nach Detmold überführt. Dies betraf allerdings nur die Akten nach 1816, die älteren verblieben in Münster.
Dennoch kam es bereits im Jahre 1952 zu Platzproblemen, so dass Planungen über eine Erweiterung des Magazins aufgenommen wurden. Diese zogen sich über mehrere Jahre hin, so dass erst im Jahre 1972 mit dem Erweiterungsbau begonnen werden konnte.
Im Jahre 2004, also 175 Jahre nach Gründung des Archivs, wurde das Staatsarchiv als Abteilung 5 in das neue Landesarchiv Nordrhein-Westfalen eingegliedert. Am 1. Dezember 2008 erfolgte die Umbenennung in den heute gültigen Namen. Leiterin des Archivs ist seit 2004 Mechthild Black-Veldtrup.

## Aufgaben
Die Mitarbeiter des Landesarchivs Nordrhein-Westfalen beraten staatliche Behörden, Gerichte und Einrichtungen in Nordrhein-Westfalen bei der Verwaltung und Sicherung ihrer Unterlagen. Zudem entscheiden sie, was aus der großen Menge der dort anfallenden Unterlagen als Archivgut dauerhaft erhalten bleibt, und übernehmen diese Unterlagen ins Archiv. Außerdem werden Unterlagen nichtstaatlicher Einrichtungen, zum Beispiel von Parteien, Verbänden und Privatpersonen zur Ergänzung der staatlichen Überlieferung gesammelt. Zu den weiteren Aufgaben zählt die Restaurierung und die Konservierung von Archivalien und geschädigtem Kulturgut.
Die Abteilung Westfalen ist dabei für das Gebiet der Regierungsbezirke Arnsberg und Münster zuständig.

## Bestände
Die Bestände der Abteilung Westfalen gliedern sich in vier Gruppen. Sie umfassen circa 100.000 Urkunden ab dem Jahr 813, 30 km Akten, 80.000 Karten und Pläne, 3.400 Aufschwörungstafeln, 2.000 Handschriften, 4.500 Plakate sowie 2.000 Bilder und Fotos.

### Territorien des Alten Reiches bis 1802/1803
Diese Gruppe enthält Archivalien aus dem kurkölnischen Herzogtum Westfalen mit Vest Recklinghausen, Fürstbistum Münster, Fürstbistum Paderborn, Fürstbistum/Fürstentum Minden, Grafschaft Ravensberg, ferner die Fürstabteien Corvey und Herford, Fürstentum Siegen und die Grafschaft Mark mit den jeweils dazugehörigen Stiften und Klöstern. Auch Unterlagen außerwestfälischer Herkunft finden sich hier, zum Beispiel Akten des Reichskammergerichts.

### Behörden der Übergangszeit 1802 bis 1816
In der Gruppe der Behörden der Übergangszeit von 1802 bis 1816 finden sich Archivalien der preußischen und sonstigen Entschädigungsländern (unter anderem Erbfürstentümer Münster und Paderborn, Großherzogtum Hessen, Herzogtum Nassau), Napoleonische Staatsgründungen (Großherzogtum Berg, Königreich Westphalen, Kaiserreich Frankreich) sowie deren Nachfolge- und Abwicklungsbehörden.

### Behörden und Einrichtungen des Staates und der Selbstverwaltung nach 1816
Diese Gruppe enthält Archivalien aus der Verwaltungen, darunter innere Verwaltung, Finanzverwaltung, Wirtschaftsverwaltung, Arbeits-, Sozial- und Gesundheitsverwaltung, Verkehrsverwaltung, Kultusverwaltung und Justizverwaltung.

### Nichtstaatliches Archivgut
Die vierte Gruppe enthält nichtstaatliches Archivgut, das heißt Unterlagen von politischen Parteien und Gruppierungen, von Organisationen, Verbänden und Vereinen, Gewerbebetrieben, adeligen Häusern, Familien und Höfen. Hierhin gehören auch Nachlässe und Sammlungen.

## Benutzung
Grundsätzlich kann jeder nach den Regelungen des nordrhein-westfälischen Archivgesetzes die Archivalien des Landesarchivs Nordrhein-Westfalen benutzen. Allerdings gibt es gesetzlich geregelte Sperrfristen, insbesondere um die Rechte von Personen zu schützen. Für wissenschaftliche Zwecke können die meisten dieser Fristen auf Antrag verkürzt werden. 
Benutzer können im Internet in den Beständeübersichten, in den Katalogen der Dienstbibliotheken und zunehmend auch in den Findmitteln recherchieren. Die Archivalien und Bestände der Dienstbibliothek können im Lesesaal der Abteilung Westfalen am Bohlweg eingesehen werden. Von vielen Unterlagen stehen Mikrofilme beziehungsweise Mikrofiches und Digitalisate zur Verfügung, die eine schonende Benutzung ermöglichen.

## Bibliothek
Die Bibliothek der Abteilung Westfalen umfasst rund 180.000 Bände, die sich vor allem auf die westfälische und nordrhein-westfälische Landesgeschichte beziehen. Eine umfangreiche Sammlung von amtlichen Drucksachen ist vorhanden. Eine Besonderheit stellt die Sammlung von circa 45.000 Schulprogrammen aus dem 19. und 20. Jahrhundert dar, die aus dem gesamten deutschen Sprachgebiet in den Grenzen vor 1945 stammen.